# Väike-Ula
Väike-Ula is een plaats in de Estlandse gemeente Saaremaa, provincie Saaremaa. De plaats heeft de status van dorp (Estisch: küla) en heeft 10 inwoners (2021).
Tot in oktober 2017 hoorde Väike-Ula bij de gemeente Salme en heette het dorp Ula. In die maand ging Salme op in de fusiegemeente Saaremaa. Toen werd de naam veranderd in Väike-Ula (‘Klein-Ula’), omdat in de nieuwe gemeente nog een dorp Ula ligt, dat toen net iets groter was.
Väike-Ula ligt op het schiereiland Sõrve, dat deel uitmaakt van het eiland Saaremaa.

## Geschiedenis
(Väike-)Ula werd voor het eerst genoemd in 1645 onder de naam Ulla Larß als boerderij op het terrein van het landgoed van Torgu. In 1798 was het een dorp. In 1977 werd de plaats bij het buurdorp Rahuste gevoegd; in 1997 werd ze weer een zelfstandig dorp.